# Подесіння (проєктований національний природний парк)

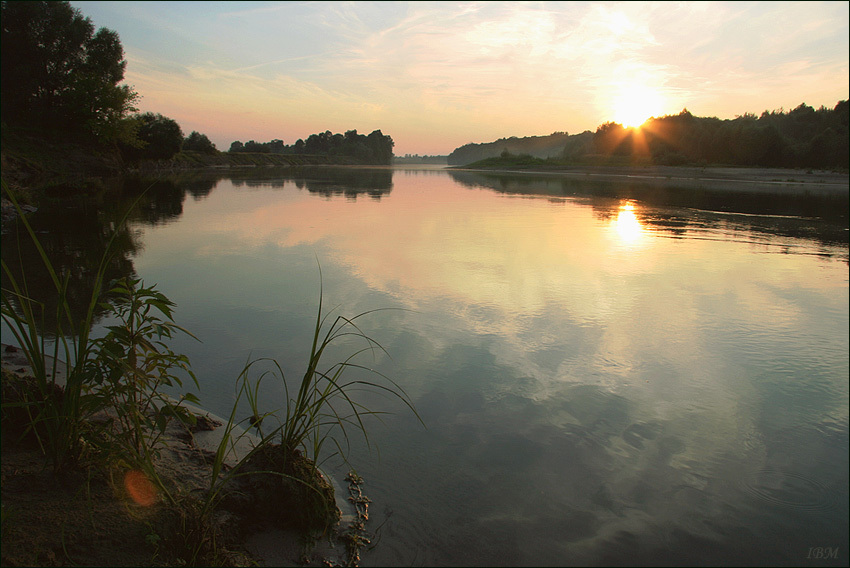
Десна у Київській області

Національний природний парк «Подесіння» — ще не створений, але багато науковців з НАН України та громадських організацій працюють над створенням природного парку. Ідея про створення заповідних територій навколо річки Десна та її заплави виникла дуже давно, але можливість створення та розвиток національного парку з'явилася лише восени 2007 року. На сьогодні підготовлене наукове обґрунтування та видано Указ Президента України, згідно з яким НПП «Подесіння» є одним з пріоритетних національних парків, що будуть реалізовані у найближчому майбутньому.
Найбільший національний природний парк, який буде реалізований в Україні, планують організувати вздовж річки Десни у Київській та Чернігівській областях. Причина створення НПП — сама річка із притоками. Десна — остання велика рівнинна річка України, що залишилась незарегульованою та залишилась у природному стані заплаву. Десна утворює потужний водно-болотний комплекс, якому немає рівних в країні.

## Історія створення
Думки про створення заповідних тереторій, які проходять по річці Десна були ще в 80-х роках колективом науковців, що наразі є класиками заповідної справи України (Ющенко А. К., Мережко А. І., Андрієнко Т. Л., Шеляг-Сосонко Ю. Р.), якими було розроблено для всієї території теперішньої України мережу природно-заповідних об'єктів національного значення. Серед цих пропозицій, частина спроєктованих національних природних парків стосувалась і долини р. Десна. Серед них — НПП «Деснянсько-Старогутський», НПП «Мезинський» та РЛП «Міжрічинський» (пропонувався, як НПП «Дніпровсько-Деснянський»), що створені і функціонують в наш час. А ще проєктувалась рекреаційно-сельбищна зона (в сучасному законодавстві — зона регульованої рекреації), агропаркова зона (тепер — зона стаціонарної рекреації), господарська зона, що включила освоєні ділянки заплави, та водоохоронна зона.
Також із пропозиціями розвитку мережі НПП, у 80-х роках розроблялась більш масштабна ідея Деснянської заповідної зони — принципово нової категорії природоохоронних територій, яка мала включати всю територію басейну р. Десна в адміністративних межах України із запровадженням на цій території спеціального охоронного режиму. Було розроблене спеціальне «Обґрунтування створення державного республіканського еколого-гідрологічного заказника в басейні р. Десна і її приток» та підготовлено низку наукових праць, автори яких зазначали, що «існуюча заповідна мережа республіки (України) склалась, в основному по принципу консервації цінних в природничому плані об'єктів „дикої природи“ або мало змінених природних комплексів без врахування оздоровлення основної зв'язуючої ланки — гівдрографічної мережі. В крайньому випадку, до меж заповідних об'єктів включені групи живописних озер».
Створення природо — охоронної зони йшло до завершення але через вибух на [ЧАЕС], відклали реалізацію проєкту. Після того, як тільки країна оговталась після ЧАЕС, відбувається розпад Радянського союзу, що знову не дає реалізувати даний проєкт і відбувається відстрочка на невизначений час. І тільки у наші дні знову почали розробляти цей проєкт.

## Структура НПП
На сьогоднішній день є запропонована науковцями структура НПП «Подесіння» але ще не затверджена офіційно.
1. Новгород-Сіверське відділення — від північної межі країни до НПП «Мезинський», в межах Новгород-Сіверського району Чернігівської області;
2. Коропське відділення — від НПП «Мезинський» до м. Сосниця, в межах Сосницького та Коропського районів Чернігівської області;
3. Чернігівсько-Менське відділення — від м. Сосниця до м. Чернігів, в межах Менського, Борзнянського, Куликівського, Чернігівського районів Чернігівської області;
4. Чернігівсько-Остерське відділення — від м. Чернігів до межі з Київською областю, в межах Чернігівського і Козелецького районів Чернігівської області;
5. Київське відділення — в межах Броварського та Вишгородського районів Київської області.